# Сидоров, Владимир Евгеньевич
Влади́мир Евге́ньевич Си́доров (31 марта 1948, Куйбышев — 27 января 1993, Москва) — русский журналист, поэт и автор-исполнитель. Священник Русской православной церкви.

## Биография
Родился 31 марта 1948 года в Куйбышеве в семье школьных учителей. Отец, Евгений Евгеньевич Сидоров (1917—1981) — сержант артиллерии в отставке, участник Советско-финской кампании; в Великую Отечественную войну сражался на Ленинградском фронте, был четырежды ранен. После войны — секретарь горкома партии, директор школы и преподаватель истории. Мать, Юлия Михайловна Никольская (1918—2002) — преподавательница русского языка и литературы. По материнской линии Владимир происходил из рода потомственных православных священнослужителей. Его дед и прадед в 20-е годы ушли в обновленческий раскол, затем перестали служить, а в 1937—1938 годах были расстреляны.
Детство и юность провёл в городе Жигулёвске. С младенчества страдал ревматизмом и двумя пороками сердца. Врачи, лечившие Владимира, предупреждали, что он вряд ли проживёт долгую жизнь — в лучшем случае доживёт до сорока. Несмотря на болезнь, хорошо играл в баскетбол и настольный теннис, участвовал в городских соревнованиях.
В 1966 году окончил жигулёвскую школу № 7 с золотой медалью и переехал в Москву. Поступил на филологический факультет Московского государственного университета, который окончил в 1972 году. Во время учёбы посещал семинар Владимира Турбина по русской литературе.
С 1973 по 1977 годы работал в газете «Комсомольская правда» литературным сотрудником отдела студенческой молодежи, старшим корреспондентом секретариата. В 1978—1989 годах трудился в журнале «Юный художник», где освещал темы, связанные с русской иконописью и зодчеством.

### Служение в Церкви
В 1975 году принял Крещение. В 1989 году избран председателем приходского совета (старостой) храма Рождества Богородицы в Старом Симонове, который открылся незадолго до этого. 27 мая 1991 года епископом Подольским Виктором (Пьянковым) рукоположен в сан диакона в Богоявленском кафедральном соборе в Елохове. Служил в церкви Рождества Богородицы, был первым директором Старосимоновской воскресной школы. В помощь верующим издана его брошюра «Первые шаги в православном храме» (1991).
10 января 1993 года Патриархом Московским и всея Руси Алексием II рукоположен в сан священника в Преображенском соборе Новоспасского монастыря.
Скончался 27 января 1993 года в алтаре церкви Рождества Богородицы в Старом Симонове во время литургии. Похоронен во дворе этого храма. Духовник Свято-Троицкой Сергиевой Лавры архимандрит Кирилл (Павлов), узнав об обстоятельствах смерти отца Владимира, сказал: «Блаженная кончина».

## Творчество
Начиная со студенческих лет, писал стихи. В конце 1980-х издал два стихотворных сборника, «Электричка» (1988) и «Русская муза» (1989), куда включил избранные произведения; многие из них были значительно переработаны для публикации. После этого отмечал, что стихи писать больше не будет, а опубликованное — окончательный итог. Даря свою книгу одному из друзей, оставил на ней надпись: «От бывшего поэта».
Автор многочисленных песен как на собственные стихи, так и на произведения других авторов, в том числе Роберта Бернса, Александра Пушкина, Фёдора Тютчева, Якова Полонского, Иннокентия Анненского, Марины Цветаевой, Николая Заболоцкого, Виктора Василенко, Бориса Заходера, Александра Межирова, Николая Старшинова, Владимира Соколова, Анатолия Жигулина, Станислава Куняева, Новеллы Матвеевой, Николая Рубцова, Юрия Лощица, Анатолия Белова, Иосифа Бродского, Юрия Кузнецова.
В 1980-е и 1990-е годы неоднократно выступал с сольными концертами и совместно с другими исполнителями. Записи Владимира Сидорова никогда не издавались, но несколько раз звучали в радиопередачах.

### Литературное наследие
Подборки стихов отца Владимира с восстановлением мест, изъятых или повреждённых советской цензурой, опубликованы после его смерти в «Журнале Московской Патриархии» и журнале «Образ». Два стихотворения Сидорова также вошли в антологию «Русская поэзия. XX век», вышедшую в издательстве «Олма-пресс» в 1999 году под общей редакцией Владимира Кострова и Геннадия Красникова, а двенадцать стихотворений — в антологию «Стихи Шестого этажа. 62 поэта-журналиста "Комсомольской правды" от оттепели до новейших времен», выпущенную издательством «Художественная литература» в 2021 году. В конце 2021 года два стихотворения Владимира Сидорова и отрывок из пролога к поэме «Снегирь» были опубликованы в рубрике «Календарь поэзии» «Российской газеты» (выпуск «Неделя»).
В 2005 году литературный критик Галина Гордеева создала сайт памяти Владимира Сидорова. Наследники поэта, не оспаривая идею такого ресурса, протестовали против публикации ранних произведений автора, которые он сам не считал возможным печатать.

## Семья
В 1971 году женился на Людмиле Лощиц (р. 1948), дочери военного журналиста Михаила Лощица и сестре поэта Юрия Лощица. В 1972 году родился сын Фёдор, в 1987 году — сын Даниил, в 1991 году — дочь Анна.